# Fordiophyton strictum
Fordiophyton strictum är en tvåhjärtbladig växtart som beskrevs av Friedrich Ludwig Diels. Fordiophyton strictum ingår i släktet Fordiophyton och familjen Melastomataceae. Inga underarter finns listade i Catalogue of Life.